# Bukovina u Čisté
Bukovina u Čisté é uma comuna checa localizada na região de Liberec, distrito de Semily.